# Nada tiene sentido
Nada tiene sentido es el primer álbum del grupo español de rock Sauze, creado a principios de 2008. Fue puesto a la venta el 1 de junio de 2008. Todos sus temas fueron compuestos por Manuel Ramil y arreglados por el grupo completo. El diseño gráfico y la fotografía del álbum corrieron a cargo de Daniel Alonso y Sergio Blanco, respectivamente.

## Lista de canciones
1. "Todo tiene sentido" - 4:03
2. "Destila" - 3:56
3. "Poco a poco" - 3:32
4. "Súplica" - 4:11
5. "Todo lo que tengo" - 4:09
6. "Marioneta" - 4:29
7. "Mi Revolución" - 4:26
8. "Llora el sauce" - 4:52
9. "Abandonado a su encanto" - 3:41
10. "Estatuas de sal" - 3:51
11. "Sé que esperas más" - 2:23